# Margaritifera margaritifera
La náyade perlífera  (Margaritifera margaritifera) es una especie de molusco bivalvo de la familia Margaritiferidae propia de los ríos limpios de Europa, de Rusia y de la fachada este de los Estados Unidos.
Esta especie es conocida por su longevidad excepcional (más de un siglo), pero que está al borde de la extinción aunque  protegida.

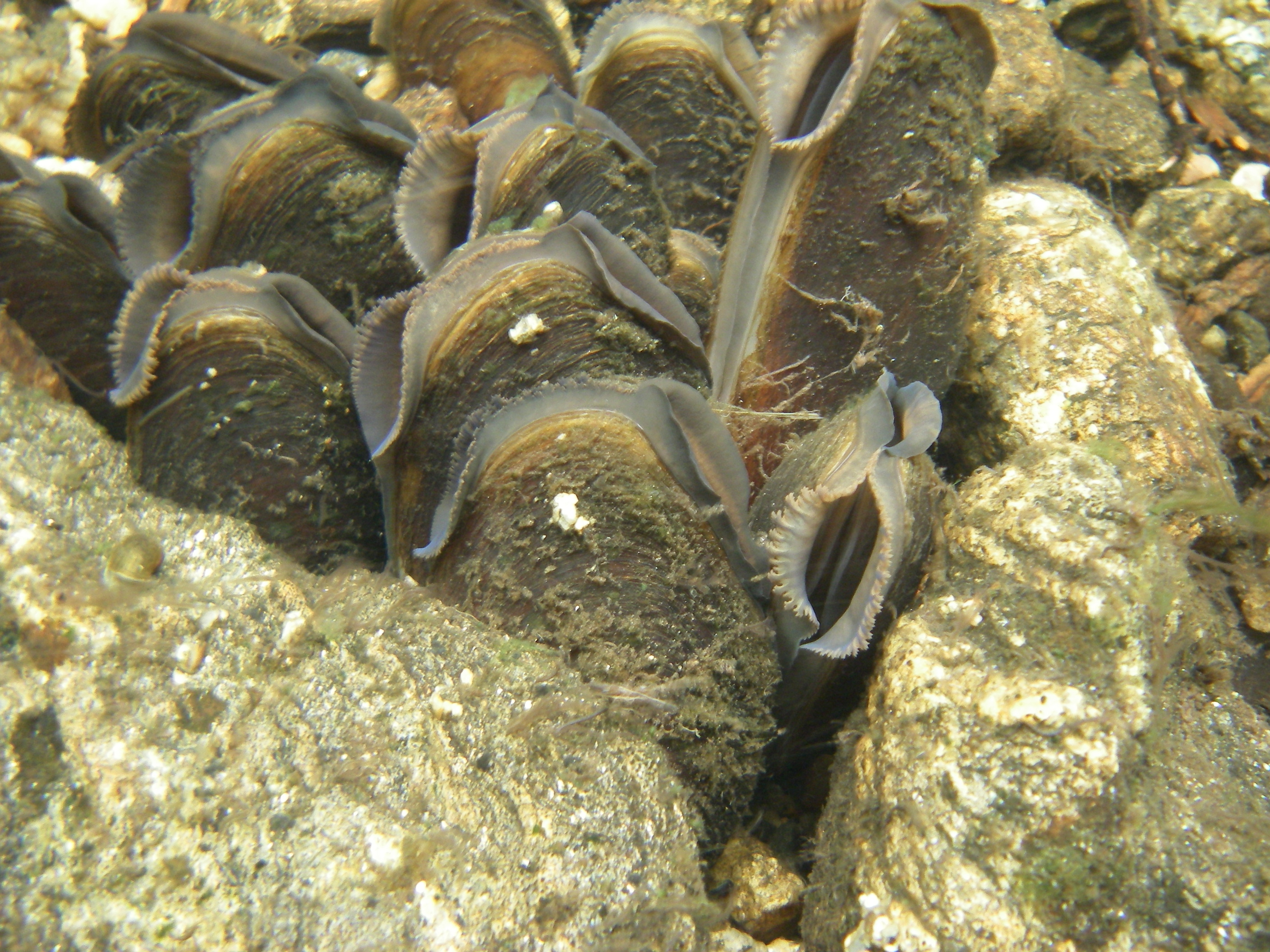
Grupo de ostras fotografiado en Suecia, donde estos moluscos pueden vivir más de 100 años.

Esta especie ha sido explotada hasta mediados del siglo XX para la producción de perlas para joyería, antes del descubrimiento en el siglo XVIII de las ostras perlíferas tropicales.
Su nombre científico procede del término latino margaritifera (literalmente, perlífera), que en español ha dado origen a la cuarta acepción de la palabra margarita, con el significado de perla de los moluscos.

## Ciclo de vida
El ciclo de vida de la ostra perlífera está asociado al de la  trucha común y al del salmón del Atlántico porque las larvas de estos moluscos crecen al abrigo de las branquias de estos peces, y sólo de ellos.

Una vez hecha la fecundación (los sexos están separados), la larva, llamada glochidium es incubada por la hembra durante cuatro semanas. Cuando alcanza el tamaño de 0,05 mm, la larva se libera en el río y se fija en el aparato branquial de una trucha fario o de un salmón Atlántico. Esta fase parasitaria suele durar varias semanas (hasta 10 meses), tras lo cual el glochidium se convierte en un verdadero bivalvo en miniatura de 0,5 mm. El molusco se fija entonces sobre el sustrato y prosigue su crecimiento, hasta alcanzar la madurez sexual a los 20 años.
La longevidad de esta especie es notable, ya que varía entre 20 y 30 años para los individuos que viven en aguas más cálidas del sur de Europa, hasta más de 150 años para los que viven en Escandinavia.

## Ecología
La ostra perlífera de agua dulce es un animal filtrador que se alimenta de partículas transportadas por las corrientes. Para soportar el frío, requiere un sustrato de arena o de grava, lo que le permite introducirse en él, a veces durante varios años. Por lo tanto, es muy sensible a la sedimentación de los ríos que constituyen su hábitat: la disminución del caudal, la colmatación de los  fondos, conduce a su desaparición sistemática, aunque a veces se observan desplazamientos voluntarios de los adultos (menores niveles de agua o aumento de turbidez). Su presencia es pues un excelente bioindicador de la calidad de los ríos.

## Estado de las poblaciones, las amenazas
Esta especie está en peligro de extinción en Europa Occidental en el 2008. En Francia, existía en 1998 en los Pirineos Atlánticos y Vosgos y en el centro de Francia y Bretaña, pero en el 2008 solo se encontraba en tres ríos, el  Vienne, el Dronne y el Charente. También se encuentra en el Ulla,  Ebro y en el Río Águeda (España). Una población recientemente confirmada en el Oise se extinguió a raíz de una contaminación química del río.

### Amenazas
Es una especie de desarrollo lento y larga vida. Como filtrador, acumula muchos tóxicos (metales pesados, plaguicidas, etc.) que pueden matar o dañar su capacidad de desarrollo y su reproducción. Es posible que las perturbaciones endocrinas también sean un factor a tener en cuenta en la disminución de la especie, como se ha demostrado en otros moluscos.
La creación de lagos de retención (sin corriente), las micro-centrales eléctricas (disminución de la velocidad del agua), las prácticas agrícolas (eutrofización de los ríos, la contaminación procedente de los plaguicidas, el aumento de la erosión, y como resultado de la turbidez), y la introducción de la  trucha arco iris (no apta para el desarrollo del glochidium) ha dado lugar a la virtual desaparición de esta especie prácticamente en toda su área de reparto.
Por lo tanto, la situación de esta especie es que está inscrita en el Anexo III del Convenio de Berna, donde es citada como UICN: en peligro de extinción.

### Protección
La Directiva Marco del Agua, debe contribuir al restablecimiento de la buena calidad ecológica de los ríos y cuencas hidrográficas, pero una serie de parámetros críticos incluyendo la turbidez siguen siendo motivo de preocupación. El calentamiento global contribuye a la sequía en los cursos altos de los ríos y es también un factor de riesgo adicional.